# Natacha Ngoye Akamabi
Natacha Ngoye Akamabi, född 15 augusti 1993, är en friidrottare från Kongo-Brazzaville. Hon deltog vid olympiska sommarspelen 2020 och olympiska sommarspelen 2024.